# Craigieburn Forest Park
Der Craigieburn Forest Park ist ein unter Naturschutz stehender Wald in der Region Canterbury auf der Südinsel von Neuseeland. Der Park untersteht dem Department of Conservation.

## Geographie
Der 44.694 Hektar große Craigieburn Forest Park befindet sich in den Neuseeländischen Alpen, südlich des  angrenzenden Arthur's Pass National Park. Der Park besteht aus elf Einzelflächen, wobei sich die zwölf kleineren Flächen westlich des größeren Parkgeländes, das über eine Längenausdehnung von rund 30 km in Westnordwest-Ostsüdost-Richtung verfügt, rund um den Wilberforce River gruppieren. In Nord-Süd-Richtung kommt der Park an seiner breitesten Stelle auf rund 17 km. Zu erreichen ist das Gebiet über den New Zealand State Highway 73, der von Christchurch über Darfield kommend, den Park östlich und nordöstlich tangiert, um dann nördlich über den Arthur's Pass weiter zur Westküste der Südinsel führt.

## Geschichte
Der Park wurde im Jahr 1967 gegründet.